# Grand Wizard

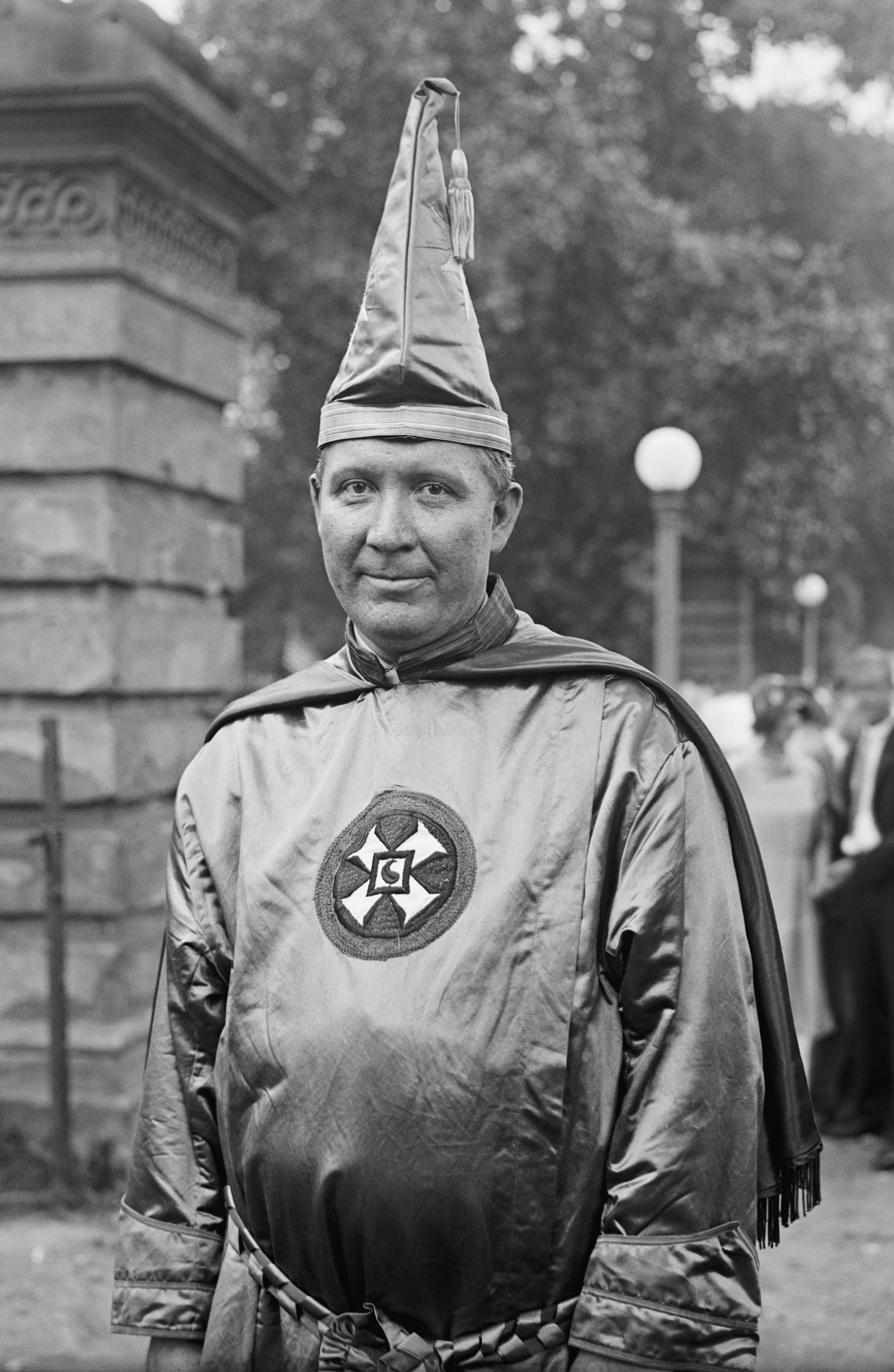
Hiram Wesley Evans în costumul de Imperial Wizard specific liderilor Ku Klux Klan,1925.

Grand Wizard (sau Grand Dragon) reprezenta titlul liderului organizației Ku Klux Klan în perioada Reconstrucției între 1865 și 1869.

## Istorie
În 1915, grupul Knights of the Ku Klux Klan a fost înființat sub forma unei organizații fraterne. Liderul KKK din acea perioadă avea titlul de Imperial Wizard. Ofițerii naționali erau caracterizați drept ofițeri „Imperiali”, iar cei statali aveau titlul de „Grand Officers”. După încheierea celui de-Al Doilea Război Mondial, zeci de lideri din numeroase organizații independente asociate Ku Klux Klanului au adoptat titlul de „Wizard”. Majoritatea nu au semnificație istorică.

## Grand Wizards sau Imperial Wizards
- Nathan Bedford Forrest, Grand Wizard, KKK Reconstrucției, 1867-1869[1]
- William Joseph Simmons, Imperial Wizard, al doilea Klan, 1915-1922[2]
- Hiram Wesley Evans, Imperial Wizard, al doilea Klan, 1922-1939[3]
- James A. Colescott, Imperial Wizard, al doilea Klan, 1939-1944[4]
- David E. Duke, Grand Wizard, Knights of the Ku Klux Klan, 1974-1979/1980[5]
- Donald "Don" Black, Grand Wizard, Knights of the Ku Klux Klan, 1979/1980–1981[6]